# Didrik Pining

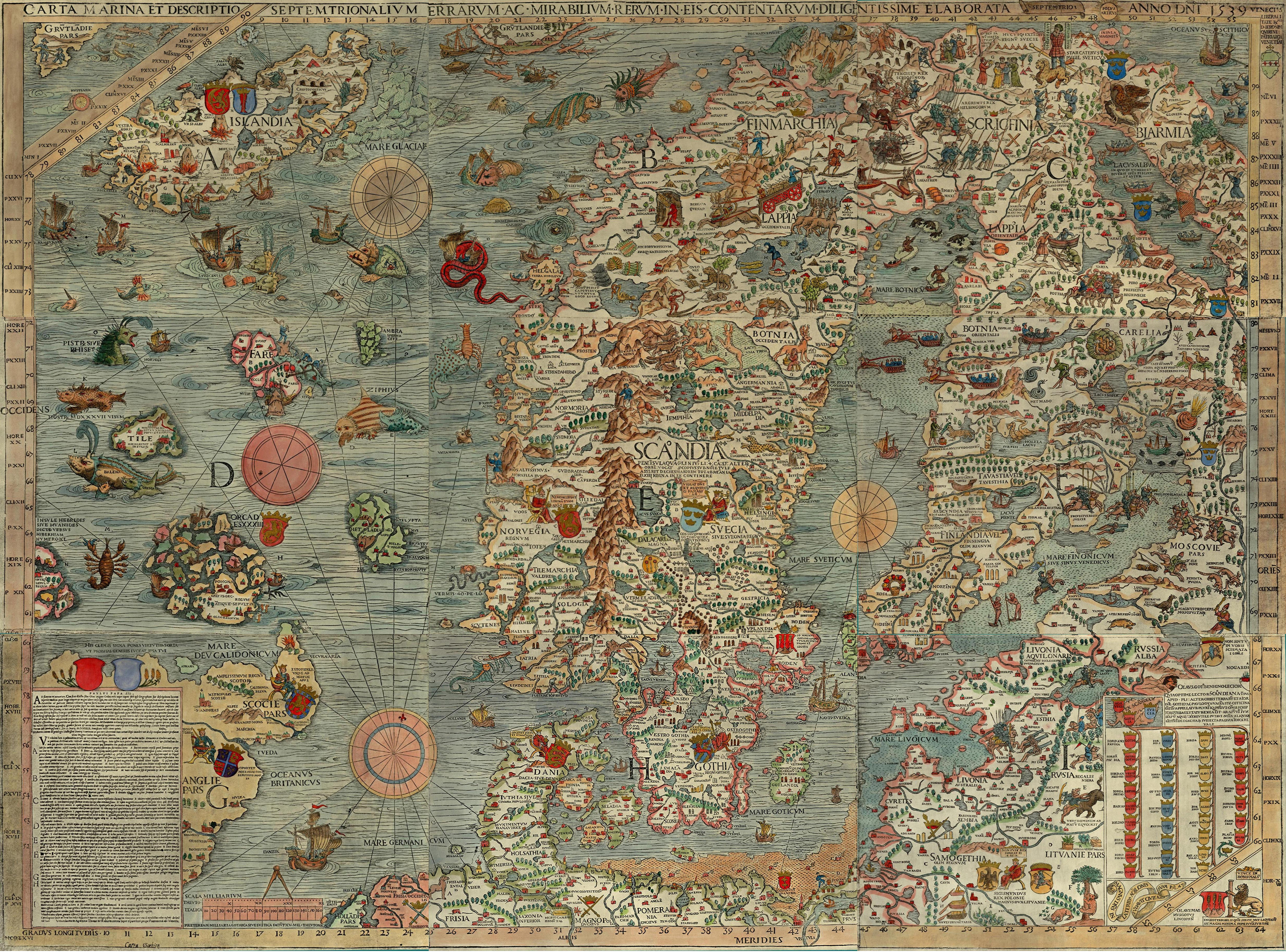
Carta de Olaus Magnus mostrando as regiões exploradas por Didrik Pining.

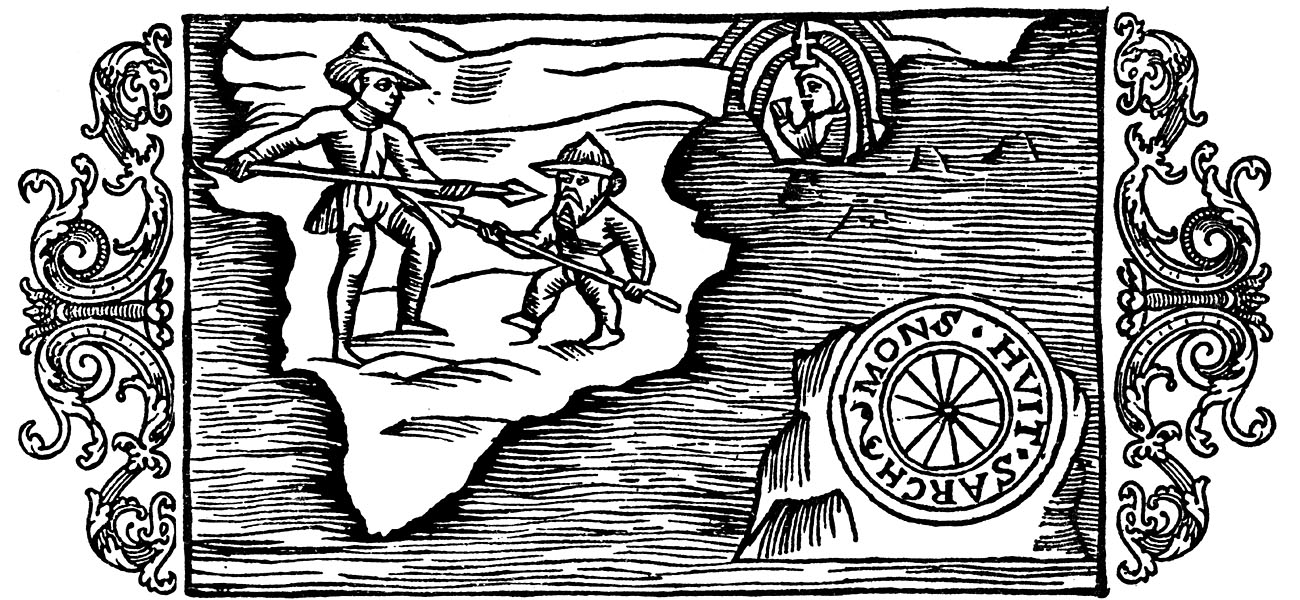
O relato de Olaus Magnus como ilustrado numa das suas xilogravuras (acima), parecendo representar a costa sul da Gronelândia, onde se vê no mar o rochedo designado por Hvidserk com o seu círculo e em terra os exploradores a combater os esquimós.

Didrik Pining (Hildesheim, Alemanha, c. 1428 — Vardø, Noruega, 1491), também referido por Dietrich Pining ou Diderik Pining, foi um navegador e corsário alemão, que se diz ter liderado uma expedição que explorou a costa nordeste da América na década de 1470, cerca de 20 anos antes de Cristóvão Colombo ter atingido o continente norte-americano. Foi depois governador da Islândia e da fortaleza designada por Vardøhus, em Vardø, no norte da Noruega. Algumas das alegações sobre Pining são controversas porque as informações sobre ele são, em geral, relativamente esparsas e parcialmente contraditórias.

## Biografia
Os modernos genealogistas alemães comprovaram conclusivamente que Didrik Pining era natural de Hildesheim, na Alemanha, contrariando a suposição generalizada até à década de 1930 de que ele seria dinamarquês ou norueguês.
Nos registos da Liga Hanseática Didrik Pining é referido até 1468 como sendo um corsário, ou capitão, ao serviço da Cidade Livre de Hamburgo e ocupado na caça aos navios mercantes ingleses no Atlântico Norte. Entre 1468 a 1478, esteve ao serviço do Reino da Dinamarca e Noruega, sendo referido por volta de 1470 como um «almirante», primeiro sob Cristiano I da Dinamarca (que governou de 1448 a 1481) e mais tarde sob seu filho, João da Dinamarca (que governou de 1481 a 1513).
Antes de seu emprego ao serviços dos monarcas dinamarqueses, Didrik Pining e o seu parceiro Hans Pothorst também haviam sido considerados pela Liga Hanseática como «piratas que causaram muitos danos às cidades hanseáticas». Durante os últimos anos do reinado de Cristiano I, Pining e Pothorst ter-se-iam distinguido «não menos como navegadores capazes do que como incomparáveis piratas que viviam da pilhagem».

### A viagem à América
A tese de Didrik Pining ter liderado uma viagem que alcançara a costa nordeste da América do Norte foi publicada pela primeira vez pelo Dr. Sofus Larsen, da Universidade de Copenhaga, na sua obra intitulada The Discovery of North America Twenty Years Antes de Columbus, publicada em 1925. Larsen baseou suas afirmações em várias fontes (principalmente em três) que não tinham nenhuma conexão imediatamente aparente entre si e com a viagem. Pining foi, de acordo com Larsen, nomeado comandante de um expedição ao noroeste, em direção à Gronelândia, no início da década de 1470. De acordo com esta tese, Pining, em conjunto com Hans Pothorst (também originário de Hildesheim), e os exploradores portugueses João Vaz Corte-Real e Álvaro Martins Homem, teriam sido os protagonistas da expedição. O piloto era um certo Johannes Scolvus (ou John Skolp), supostamente uma personagem semi-mítica de origem possivelmente polaca. De acordo com Larsen, a missão provavelmente começou em Bergen, continuou até à Islândia e à Groenlândia, e eventualmente descobriu a Terra dos Bacalhaus, a terra nova do bacalhau, mais tarde presumida como sendo a Terra Nova ou a costa do Labrador. Sendo conhecido que Pining e Corte-Real foram, respetivamente, nomeados governador da Islândia (1478) e capitão do donatário na ilha Terceira (1474), estas nomeações foram, segundo Larsen, uma recompensa por terem descoberto a Terra do Bacalhau.
Especulando sobre a tese de Larsen, tem sido afirmado que se tratou de uma expedição, ordenada pelo rei Cristiano I da Dinamarca em colaboração com o rei D. Afonso V de Portugal, a que fora pedido o envio de navegadores portugueses experientes nos mares do oeste do Atlântico Norte. A expedição teria sido liderada por Didrik Pining e Hans Pothorst e partido a bordo de três navios. Esta expedição dinamarquesa e portuguesa teria presumivelmente chegando à Gronelândia por volta dos anos de 1472-1473. Teriam encontrado uma terra desconhecida, a que chamaram Terra do Bacalhau, pois já por essa altura se conheciam os pesqueiros dos Grandes Bancos da Terra Nova, que se supõe ser a Terra Nova. Pining e seus homens ter-se-ão aproximado do continente pela costa do Labrador. Não é claro se Pining e Pothorst, ou pelo menos os seus companheiros portugueses, pretendiam procurar uma rota ocidental para a Índia. O piloto teria sido um certo Johannes Scolvus (ou John Skolp), de quem as informações disponíveis são poucas e contraditórias. Também não está claro em que categoria João Vaz Corte-Real teria participado na expedição, se como um emissário do rei D. Afonso V ou a título individual.
Em resumo, em 1925, em comentário a uma editora de Londres, Sofus Larsen, ao tempo diretor da biblioteca universitária e de arquivos da Universidade de Copenhaga, afirmou que depois de anos de investigação nos arquivos, concluiria que:
A Dinamarca tinha enviado uma expedição, juntamente com Portugal 20 anos antes de Cristóvão Colombo, que deveria encontrar uma rota marítima ocidental para a Índia. A investigação foi retomada em contexto de reestabelecer a antiga, mas então interrompida, ligação à Gronelândia, mas em seguida, a expedição foi cruzar o hoje conhecido Estreito de Davis, desembarcando na costa do Labrador, e navegando depois para o sul, passando a Terra Nova.
Embora as alegações de Larsen tenham desfrutado de forte apoio académico e público na Escandinávia e em Portugal, têm sido contestadas entre os estudiosos alemães. A receção do relato por historiadores norte-americanos e ingleses geralmente variou do ridículo à aceitação da plausibilidade de pelo menos parte dele. Muitas outras provas circunstanciais são conhecidas que permitem apoiar a teoria, embora seja geralmente concluído que a teoria não está provada nem suficientemente refutada, faltando uma prova final que permita criar consenso em torno da sua plausibilidade.
Independentemente disso, nenhuma fonte suporta explicitamente que Pining e Pothorst tivessem qualquer conexão com a viagem de João Vaz Corte-Real (ou dos seus filhos Gaspar Corte Real e Miguel Corte-Real), nem que eles tivessem alcançado a América do Norte (excluindo a Groenlândia). O que se sabe, entretanto, é que Pining e Pothorst foram enviados por uma ordem real dinamarquesa para descobrir qual das várias políticas possíveis relativas ao comércio na Islândia deveria ser desenvolvida, e em que povoados e portos. As ordens de Pining incluíram ainda a investigação das terras que anteriormente, no século XI, tinha sido chamadas de regiones finitimae, ou seja, as costas opostas àqueles ainda lembrados, mas há muito perdidos, assentamentos escandinavos na Gronelândia. Em 1476, eles fizeram esta viagem, que provavelmente foi para a Gronelândia, onde foi relatado que eles encontraram povos inuit hostis e nenhum escandinavo. O local que visitaram é presumido por alguns ter sido nas cercanias de Angmagssalik. Nada específico sugere que foram mais para oeste do que isso.

### Anos finais
Em 1478, Didrik Pining foi nomeado governador (höfuðsmaðr) da Islândia, servindo nesse cargo até 1481, ano em que é mencionado como tendo "saído da Islândia". Pining substituiu no cargo o ex-governador Thorleif Björnsson, cuja luta para se casar com sua prima Ingvild foi por ele apoiada. No ano seguinte, Thorleif deu a Pining uma quantia em prata e uma peça de marfim de morsa para pagar ao rei a licença para a sua união com Ingvild. O acordo de casamento foi conseguido em 1484, fundindo duas das dinastias políticas mais importantes da Islândia. No mesmo ano, surgiram queixas contra Pining e seus homens por violação de mulheres e roubo de dinheiro de lavradores.
Em 1481, Pining esteve presente no funeral do rei dinamarquês Cristiano I. Nesse ano também fez visitas oficiais de cortesia a Bergen e Copenhaga, sendo elevado a cavaleiro na Noruega e adotou no seu brasão pessoal de armas a representação de um gancho de abordagem.
Alguns anos depois, em 1489 e 1490, foi novamente descrito como governador (hirdstjore) de toda a Islândia em duas leis ou decretos islandeses (as chamadas Leis de Pining). Um cronista posterior diz sobre ele que «foi, em muitos aspetos, um homem prestativo e corrigiu muitas coisas erradas». O seu afilhado e sobrinho, Didrik Pining, o Jovem, sucedeu-lhe no cargo em 1490, e foi governador da Islândia nos dois anos seguintes.
Pining, em conjunto com Hans Pothorst, patrulhou as águas do Atlântico Norte e desempenhou papéis de destaque nas ações de corso que marinha dinamarquesa levou a cabo contra os ingleses e seus aliados de 1484 a 1490. Por volta de 1484, capturou, na costa da Inglaterra ou da Bretanha e no Golfo da Biscaia, três navios espanhóis ou portugueses, que trouxe como presa para o rei João da Dinamarca em Copenhaga.
Didrik acompanhou o rei João da Dinamarca a Bergen em 1486 como almirante da frota real. Em 1487, comandou uma frota que atacou a ilha de Gotland no Mar Báltico, e garantiu a sua posse para a Dinamarca.
A sua fama como corsário era tal que num tratado concluído entre o rei João da Dinamarca e os neerlandeses em 1490, Didrik Pining (e outro almirante chamado Bartold Busch) foi expressamente excluído da paz. Também era conhecido como um senhor da Islândia. No mesmo ano, Pining foi nomeado governador da fortaleza Vardøhus (Vardøhus festning), em Vardø, no extremo norte da Noruega, e pode, portanto, ter sido comandante-chefe dos mares e terras nas águas do norte.
Didrik Pining provavelmente morreu (ou possivelmente foi morto) perto de Finnmark ou do Cabo Norte em 1491. No Skibby Chronicle, Pining (e Pothorst) são mencionados entre os muitos piratas que «tiveram uma morte miserável, mortos por seus amigos ou pendurados na forca ou afogados nas ondas do mar», embora tal tipo morte tenha sido contestada por alguns historiadores modernos.